# 잠발레스주
잠발레스주(영어: Province of Zambales)는 필리핀 루손섬에 있는 지방인 중앙루손 지방에 속한 주로 주도는 이바이며 인구는 590,848명(2015년 기준), 면적은 3,529.4 km2이다. 남중국해와 잠발레스산맥 사이에 위치하며 루손섬 서부 연안과 접한다. 북쪽으로는 팡가시난주, 동쪽으로는 타를라크주와 팜팡가주, 쪽으로는 바탄주와 접한다.

## 행정 구역
- 수빅
- 카스텔레호스
- 산마르셀리노
- 산안토니오
- 산나르시소
- 산필리페
- 카방간
- 보토란
- 이바
- 팔라이그
- 마신록
- 칸델라리아
- 산타크루스

## 교육
이 지방에는 고등 교육 기관이 많다. 특히 이바에 있는 라몬 막사이사이 공과대학은 이 지방 최초의 주립 대학이다.

## 경제
잠발레스주는 니켈과 크롬 광석이 풍부하다.

## 인구
| 연도                                                              | 인구    | ±% p.a. |
| ----------------------------------------------------------------- | ------- | ------- |
| 1903                                                              | 59,930  | —       |
| 1918                                                              | 83,750  | +2.26%  |
| 1939                                                              | 106,945 | +1.17%  |
| 1948                                                              | 138,536 | +2.92%  |
| 1960                                                              | 213,442 | +3.67%  |
| 1970                                                              | 235,249 | +0.98%  |
| 1975                                                              | 269,171 | +2.74%  |
| 1980                                                              | 287,607 | +1.33%  |
| 1990                                                              | 369,665 | +2.54%  |
| 1995                                                              | 389,512 | +0.98%  |
| 2000                                                              | 433,542 | +2.32%  |
| 2007                                                              | 493,085 | +1.79%  |
| 2010                                                              | 534,443 | +2.97%  |
| 2015                                                              | 590,848 | +1.93%  |
| 2020                                                              | 649,615 | +1.88%  |
| (excluding Olongapo City) Source: Philippine Statistics Authority |         |         |